# Gollenshausen am Chiemsee
Gollenshausen am Chiemsee ist ein Gemeindeteil der Gemeinde Gstadt am Chiemsee im oberbayerischen Landkreis Rosenheim. Das Pfarrdorf liegt direkt am Chiemsee.

## Infrastruktur
In Gollenshausen gibt es einen Badeplatz mit Schwimmsteg und Segelhafen, ein Restaurant und einen kleinen Lebensmittelmarkt.

## Geschichte
Das bayerische Urkataster zeigt Dorf Goldezhaußen in den 1810er Jahren mit sieben Herdstellen und die Kirche mit ihrem ummauerten Gottesacker.
Die ursprüngliche romanische katholische Pfarrkirche St. Simon und Judas wurde 1313 erstmals urkundlich erwähnt. Um 1500 wurde die Kirche durch den Altarraum erweitert und erhielt das gotische Gewölbe. Aus dieser Zeit stammen auch Fresken an der südlichen Außenwand, die teilweise durch den Anbau eines barocken Portalbaues von 1721 verdeckt sind. Der Hochaltar aus Salzburger Marmor wurde 1811 aus dem Dom auf Herrenchiemsee übernommen, wo er als Seitenaltar gedient hatte. An den Seitenwänden befindet sich ein beachtenswerter Apostelzyklus aus dem 16./17. Jahrhundert. Kirchenpatrone sind die Apostel Simon und Judas Thaddäus. Der neue Volksaltar aus Adneter Marmor wurde mit dem Ambo im Jahr 2001 aufgestellt. 
Neben der Kirche stehen drei Bauernhäuser aus dem 17. und 18. Jahrhundert sowie das Pfarrhaus und eine Grabplatte von 1679 unter Denkmalschutz.